# Zsidai Csoport
A Zsidai Gasztronómiai Csoport Magyarország egyik legdinamikusabban fejlődő gasztronómiával és vendéglátással foglalkozó cégcsoportja. Jelenleg Magyarországon 13 egység tartozik a csoport érdekeltségébe, ezen kívül Spanyolországban is jelen van 3 étteremmel. Számos esetben nemzetközi partnerekkel együttműködve, mint a Kempinski Hotels, a Jamie Oliver Group vagy a Magyar Állami Operaház.
A csoport éttermeivel állandó kiállítója a Gourmet Fesztiválnak, saját cukrászműhelyével pedig a budapesti Édes Napok fesztiválnak.

## Történet

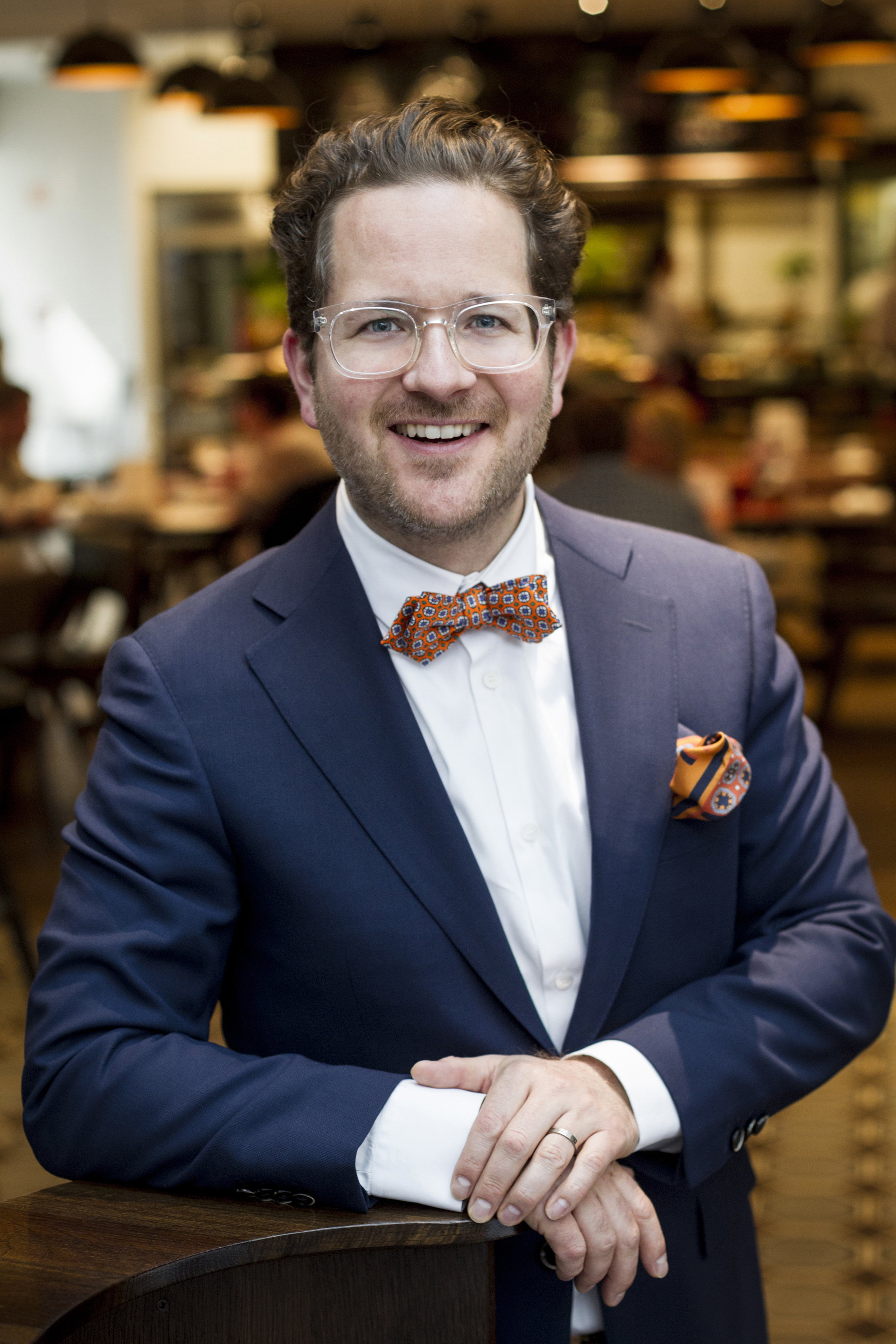
Az egyik vezető, Zsidai Zoltán Roy

A családi vállalkozás vendéglátóipari tevékenysége Budapesten 1982-ig nyúlik vissza, éttermeikben évente közel 500 embernek biztosítanak munkahelyet, és közel egymillió vendéget szolgálnak ki. A családi cég elsőszámú vezetői az alapító Zsidai Ilona, és fia Zsidai Zoltán Roy.
Évtizedek óta küldetésüknek tekintik, hogy a magyar gasztronómia ismét a háború előtti fényében tündököljön. A magyar konyha színes, számos közép-európai nemzet konyháját fogja össze, ezért az alapanyagok széles skálája megtalálható nálunk: a gyökerektől a gombákon át a tengeri halakig. A folyamatos fejlődésért a csoport executive séfje, a több mint 20 éves tapasztalattal rendelkező Vernon Strachan felel.
Cégük magas színvonalú, nagyobb létszámú, gyakran kiemelt védettségű főméltóságok, diplomaták rendezvényeinek lebonyolításában is részt vesz. Rendszeres megrendelőjük többek közt a Köztársasági Elnöki Hivatal, Esztergom-Budapest Főegyházmegye - Erdő Péter Bíboros Hivatala, számos nagykövetség. Számos presztízs rendezvényen vettek részt catering szolgáltatóként, mint például a Budapesti Operabál, vagy Köztársasági Elnöki rendezvények, vagy a Magyar Római Katolikus Egyház augusztus huszadikai ünnepi fogadása.[forrás?]

## A Zsidai Gasztronómiai Csoporthoz kötődő éttermek

### Pierrot
A Pierrot Zsidai Ilona és Zsidai Péter első, 1982 óta működő, kezdetben kávéháza, ma étterme a Budai Várnegyed egyik 13. századi épületében a Fortuna utcában. A Pierrot egy Osztrák–Magyar Monarchia ízeire épülő étterem, az éttermet a Michelin Guide 2005 óta ajánlja, és a Gault Millau is ajánlja.
A Pierrot étterem vendégkönyvébe világsztárok írtak, számos nemzetközi híresség kedvelt helye: Roger Moore, Anthony Hopkins, Antonio Banderas, Jeremy Irons, Jason Statham, Bernie Ecclestone, Depeche Mode, Melanie Griffith, stb.

### 21 A Magyar Vendéglő
Szintén a Fortuna utcában található a 2008-ban megnyitott 21 A Magyar Vendéglő. Modern bisztróként a háború előtti polgári magyar gasztronómiát jeleníti meg, a hagyományos ízeket megőrizve, de új technológiákkal és eljárásokkal készítve.

### Pest-Buda Vendéglő
A Zsidai Gasztronómiai Csoport harmadik, 2011-ben megnyitott étterme a Fortuna utcában található. Az étterem már az 1900-as évek elejétől vendéglőként működött, maga az épület története az 1260-as évekig vezethető vissza. “Nagymama konyhája, szívvel-lélekkel” – egy házias kisvendéglő, otthoni ízekkel.

### Spíler Original
A Spíler Original 2012-ben nyílt meg a belvárosi Gozsdu-udvarban. A lokáció ötletét adta, hogy Zsidai Roy 2004-ben a Boston Consulting Group keretein belül kezdett el foglalkozni a Gozsdu-udvar sorsával, dédapjának is itt volt régen műszerész műhelye. A Spíler főként a fiatalokat szólítja meg: streetfood kínálat, hatalmas bárpult, magyar kézműves sörök jellemzik a helyet. A hangulatot esténként DJ szolgáltatja. A bisztropub designját főként Zsidai Roy New York-i tapasztalatai ihlették, a hely különleges megoldásairól több nemzetközi oldal is cikkezett.

### ÉS Bisztró
Az ÉS Bisztró a megújult budapesti Kempinski Hotel éttermeként 2013-ban nyílt borozó, söröző, terasz, bisztró, vendéglő és pecsenyesütöde. Fő jellemzője, hogy étlapján „for sharing” ételek is megtalálhatók, de itt is megjelennek grillételek és a Monarchia tipikus fogásai. Konyháját az osztrák Roland Holzer viszi, aki egyben az egész szálloda executive chef-je. Az éttermet a korábbi BMX-világbajnok, Kőrösi Norbert vezeti.

### Baltazár Grill, Bár és Hotel
A Baltazár 2013-ban nyitott az Országház utcában. Kínálnak reggelit, ebédet és vacsorát, de akár csak egy italra is be lehet ülni. Szezonális alapanyagokkal dolgoznak, konyhájukban található egy Josper faszén grill is. A hotel egy „smart luxury” boutique hotel 11 szobával és lakosztállyal. A szobák designja egyedi (válogatott vintage bútorok, ikonikus tárgyak). A hotel lett 2014-ben és utána egymás után 3-szor is a legjobb budapesti kis szálloda a Tripadvisoron, valamint számos nemzetközi sajtóban szerepelt Budapest legjobb hoteljeinek összeállításában.

### ÉS Deli
A budapesti Kempinski Hotelben 2014 márciusában megnyitott ÉS Deli saját pörkölésű, specialty minősítésű kávékat, friss péksüteményeket, szendvicseket kínál. Az ÉS Deli egységes koncepcióba foglalja a New York-i deli műfajt, a népszerű kávéláncok italdesszertjeit és az autentikus "specialty coffee" világot.

### Spíler Shanghai Secret Bar
A Spíler Original bisztróval szemben 2014-ben nyitotta meg kapuit a Spíler Shanghai, amit a '30-as évek Shanghai-a inspirált. Rusztikus ipari környezet, ázsiai ételek és sörök és kiemelkedő koktél kínálat jellemzi a helyet. Design megoldásai a márkához hűen itt is kiemelkedőek. A bár a magyarországi és nemzetközi sajtóban többször megjelent. Rendezvényteremként működik. 

### Pest-Buda Terasz
A Pest-Buda Vendéglő különálló terasza a Budai Várban, a Hess András téren.

### Opera Café Budapest
A Magyar Állami Operaház épületében 2015-ben nyílt meg az Opera Café, egy monarchia stílusú kávéház. A patinás környezetben az európai konyha ételeit szolgálják fel, kifejezetten változatos sütemény- és desszertkínálattal, magyar borokkal és széles pezsgőválasztékkal. A kávéház jelenleg zárva tart az Operaház rekonstrukciója miatt. Várható nyitás 2021-ben!

### Jamie Oliver's Italian
A Zsidai Gasztronómiai Csoport és a Jamie Oliver Group első közös munkájának eredményeképp nyitott meg 2016-ban Jamie Oliver első közép-európai étterme, a Budai Várban. Az egyedileg összeállított étlap Jamie klasszikus olasz ételeit tartalmazza, csakúgy mint a házi készítésű pizzát, kézműves söröket, illetve helyi és olasz borokat egyaránt.

### Pest-Buda Hotel
A Zsidai Gasztronómiai Csoport újra megnyitotta a Pest-Buda Hotelt, amely az ország legrégebbi szállodája, eredetileg 1696-ban nyílt meg. A stílusos design és boutiqe hotel a Budai Várban összesen 10 szobával és lakosztállyal rendelkezik, mindegyiket egyedi módon rendezték be. A szálloda több nemzetközi sajtómegjelenést és elismerést kiérdemelt, a Wallpaper Guide által ajánlott design szálloda.

### Jamie Oliver's Pizzeria
Jamie Oliver és a Zsidai Csoport másik sikeres együttműködésének következő állomása a 2017-ben a világon elsőként megnyitott Jamie Oliver's Pizzeria a Gozsdu-udvarban, amivel a Zsidai Gasztronómiai Csoport és a Jamie Oliver Group egy teljesen új étteremláncot indított útjára. Itt a házi készítési kemencés pizzák és tészták a választék a Jamie's Italian éttermekhez képest lazább környezetben.

### El Paseo del Mar
A Kempinski Hotels 2018-ban felkérte a csoportot, hogy gondolja újra marbellai szállodájának vendéglátó egységeit. A csoport legnagyobb nemzetközi projektjeként és együttműködéseként összesen három helyet nyitott meg Marbellán, Dél-Spanyolországban.

#### Baltazár Bar & Grill
A marbellai Baltazár a budapesti étteremből inspirálódott. Komoly hús- és steakkínálat található itt, az étterem csak magas minőségű spanyol alapanyagokat használ.

#### Black Rose The Bar
Egy teljesen új koncepció a Zsidai Csoporttól a Kempinski Hotel bárja, ahol széles ital- és koktélkínálat található.

#### Spíler Beach Club & Pool Bar
A Spíler márka 2018-ban Spanyolországban is megjelent, egy tengerparti beach club étteremmel. A kínálatot a tenger közelsége határozta meg, halak, rákok, kagylókat találunk az étlapon, de a Spílerre jellemző húsok és burgerek is megtalálhatóak.

### Spíler Buda
2018-ban ismét Budapesten, a budai oldalon nyitott Spíler a Hegyvidék lábánál, a MOM Parkban. A Spíler Budát a rock inspirálta. Különleges belsőépítészeti megoldások és egyedi design jellemzi a helyet. Ételkínálatban igencsak eltér testvéreitől, kézműves hamburgerek, komoly húsok, steakek dominálnak.